# Gustaf Kossinna
Gustaf Kossinna (Tilsit, 28 settembre 1858 – Berlino, 20 dicembre 1931) è stato un filologo e archeologo tedesco, docente presso l'Università di Berlino.
Insieme a Carl Schuchhardt fu il più influente studioso tedesco di preistoria del suo tempo ed è stato il creatore delle tecniche di Siedlungsarchaologie o "archeologia dell'insediamento". Le sue teorie nazionaliste sulle origini dei popoli germanici influenzarono alcuni aspetti dell'ideologia nazista, anche se tuttavia venne respinto come storico ufficiale del partito.

## Biografia

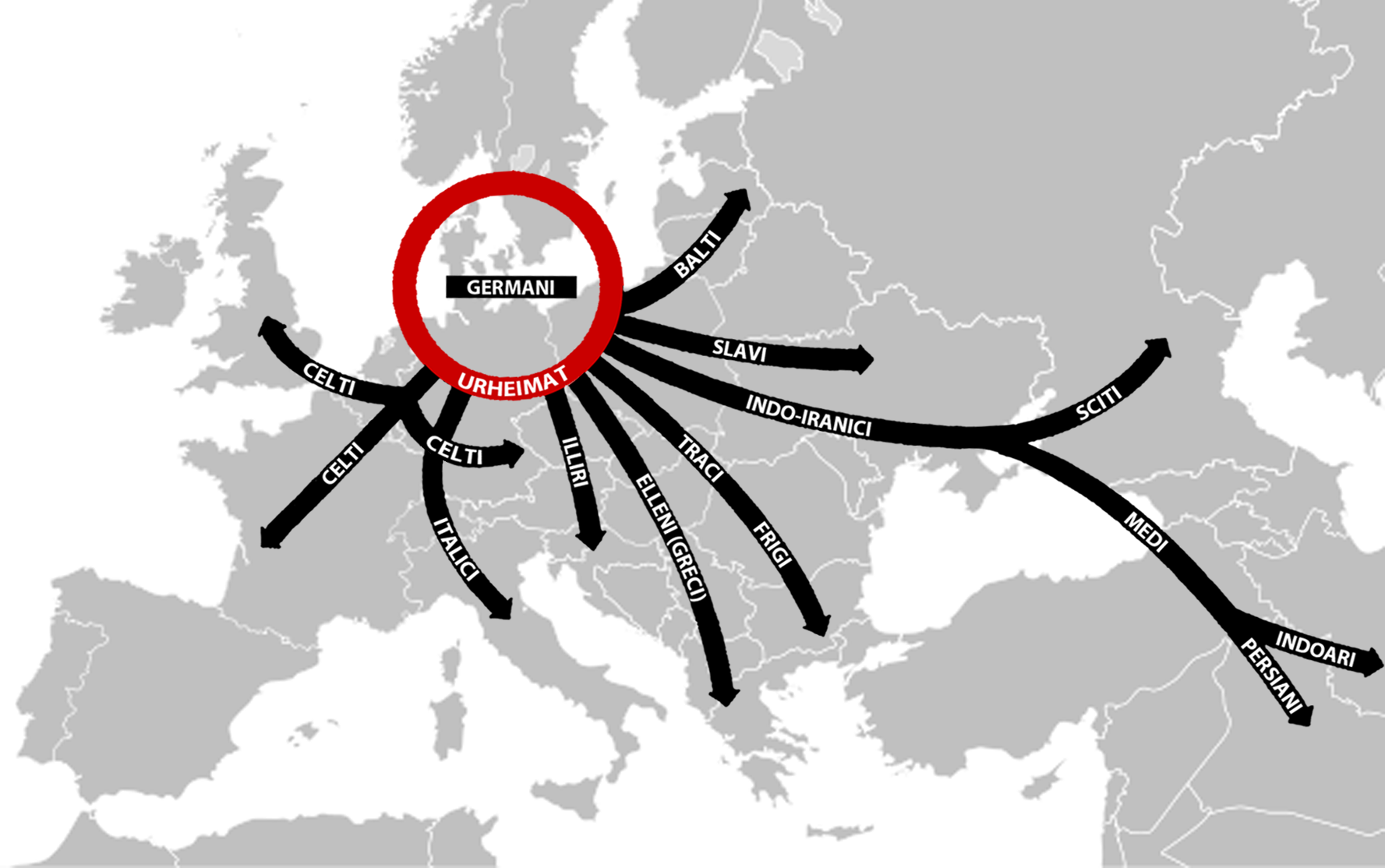
L'Urheimat indoeuropeo (cerchio rosso) e l'espansione delle popolazioni indoeuropee secondo Kossinna.

Kossinna era un masuro germanizzato. Nacque a Tilsit (Prussia Orientale) nel Regno di Prussia. Suo padre era un insegnante di scuola secondaria superiore. Da bambino imparò a suonare il pianoforte e il latino.
Successivamente intraprese gli studi universitari iscrivendosi in diverse università tedesche, studiò filologia classica e germanica a Gottinga, Lipsia, Berlino e Strasburgo. Fu molto influenzato da K. Muellenhoff, che lo incoraggiò nella ricerca delle origini delle lingue indoeuropee e della cultura germanica. Conseguì il dottorato a Strasburgo nel 1887, in materia di documentazione della lingua francone. Fra il 1888 e il 1892 lavorò come bibliotecario.
Kossinna aveva dedicato i suoi primi studi all'origine ed alla preistoria del popolo germanico. Individuò l'"insediamento ancestrale" dei Germani nella zona che abbraccia il nord della Germania ed il sud della Scandinavia. Nel 1896 rese pubbliche le sue teorie nella conferenza organizzata da lui stesso e intitolata: "Le origini preistoriche dei Teutoni in Germania". Nel 1902 venne nominato professore di archeologia presso l'Università di Berlino.
Nello stesso anno individuò la patria ancestrale dei protoindoeuropei che secondo la sua ipotesi era da ricercare nel territorio dove nell'Eneolitico si estendeva la cultura della ceramica cordata; fu lui a proporre lo Schleswig-Holstein e le aree circostanti come Urheimat delle lingue indoeuropee, precisamente quella che era anche la patria ancestrale degli antichi Germani. La sua tesi rimase in auge per parecchi decenni, soprattutto all'interno del mondo accademico tedesco dove divenne una specie di dogma raramente contraddetta.
In seguito pubblicò molti libri sulle origini dei popoli Germanici e fondò la "Società tedesca di Preistoria" per promuovere l'interesse e la ricerca in materia. Egli divenne l'archeologo di lingua tedesca più famoso del mondo anche per l'uso che fece dell'archeologia per giustificare l'espansionismo tedesco.

## Cultura materiale ed etnia
Gustaf Kossinna sviluppò la teoria secondo la quale il territorio regionale di un'etnia può essere definito dalla cultura materiale ritrovata nel sito archeologico. Egli scrisse che le "aree archeologiche-culturali corrispondono indiscutibilmente con le aree di un particolare popolo o tribù". Questa affermazione è nota come "Legge di Kossinna" (Lex Kossinna) e costituisce la base del suo metodo denominato "Archeologia dell'insediamento". A proposito dell'Archeologia di insediamento moderna Kossinna sottolinea, nelle parole di Stefan Arvidsson, che "un insieme unificato di reperti archeologici, una cultura, era il segno di una etnia unificata". Egli giunse all'estremo di considerare ciascun cambiamento culturale verificatosi in un territorio come il risultato della migrazione di un nuovo popolo ("tutto è migrazione"). Le idee di Kossinna, quindi, possono essere considerate strettamente legate alla ideologia tedesca detta "movimento völkisch".